# Антонович, Юрий Валерьянович
Юрий Валерьянович Антонович (2 июня 1967, Ленинград) — советский и белорусский футболист, полузащитник, также тренер. За сборную Беларуси сыграл восемь матчей.

## Биография
Юрий Антонович родился в Ленинграде, после смерти матери возрасте девяти с половиной лет переехал в Мосты на воспитание к тётке. Там он учился до шестого класса, затем два года провёл в детдоме в Сморгони. После детдома Антонович переехал в Минск, где поступил в профессионально-техническое училище № 63 и стал осваивать ремесло плиточника-облицовщика. Играя за футбольную сборную ПТУ, Юрий отличился забитым голом в матче с командой «Трудовые резервы», которую тренировал Дмитрий Андреевич Тарасов. После игры Тарасов пригласил 16-летнего Антоновича в свою команду. Через год Юрий уже играл за дублирующий состав минского «Динамо».
В 1985 году Антонович, не имевший возможность пробиться в основной состав минского клуба, по инициативе тренера Ивана Григорьевича Щёкина отправился в брестское «Динамо», выступавшее во Второй лиге СССР. В Бресте Юрий отыграл три сезона, был стабильным игроком основного состава. В 1988 году он вернулся в минское «Динамо», куда его пригласил Эдуард Малофеев. В Минске Антонович также был игроком основного пространства, в Высшей лиге СССР в общей сложности сыграл 81 матч и забил 3 гола. После распада Союза Юрий получил белорусское гражданство и один сезон отыграл в чемпионате независимой Беларуси, который он выиграл вместе с динамовцами. Однако вскоре команду многие игроки покинули, Антонович не стал исключением. Он имел несколько предложений от западноевропейских клубов, побывал на просмотре во французском «Канне», интерес к нему проявляли «Лион» и швейцарский «Арау», но ни в одном из этих клубов он по ряду причин не оказался.
В конце 1992 года Антонович перешёл в московский ЦСКА. Почти сразу ему довелось дебютировать в Лиге чемпионов УЕФА, в сезоне 1992/1993 он сыграл три матча — по одной игре в групповом турнире с «Рейнджерс», «Марселем» и «Брюгге». ЦСКА набрал всего два очка в группе и выбыл из дальнейшей борьбы. В домашнем чемпионате армейский клуб также выступал неудачно и дважды проигрывал в финалах Кубка России. К концу своей трёхлетней карьеры в ЦСКА Антонович получил травму колена, потребовалось удалить мениск. Юрий долгое время находился без футбола и решил сменить клуб. Кроме того, ему не нравилось жить в Москве из-за необходимости каждый день преодолевать большие расстояния.
В 1995 году Антонович перешёл в «Ростсельмаш», где почувствовал себя более комфортно. Он на протяжении трёх лет выступал за ростовский клуб, пока у него не случился конфликт с тренером Сергеем Андреевым, из-за которого он покинул команду. Всего в чемпионате России Антонович сыграл 176 матчей, забил 8 голов. В 1999 году он вернулся в Беларусь, заключив контракт с клубом «Славия-Мозырь». В единственном сезоне с этой командой он стал серебряным призёром чемпионата страны. Через год Антонович покинул клуб из-за отсутствия взаимопонимания с руководством. В 2000 году он перешёл в команду из Первой лиги «Звезда-ВА-БГУ», которую тренировал его бывший одноклубник Михаил Мархель. Будучи игроком команды, Антонович также входил и в её тренерский штаб.
В 2002 году Антонович возглавил минскую «Звезду» в качестве главного тренера, команда тогда выступала уже в Высшей лиге. Проработал с командой два года. В 2005—2007 и 2010—2011 годах Юрий Валерьянович вновь работал в должности главного тренера «Звезды», изредка выходил на поле как игрок. Также в качестве тренера работал с командой «Дарида» Ждановичи и минским ДЮСШ «Орбита».

## Статистика

### Матчи за сборную
| № | Дата            | Оппонент   | Счёт | Голы | Соревнование             |
| - | --------------- | ---------- | ---- | ---- | ------------------------ |
| 1 | 28 октября 1992 | Украина    | 1:1  | —    | Товарищеский матч        |
| 2 | 7 сентября 1994 | Норвегия   | 0:1  | —    | Отборочные матчи ЧЕ-1996 |
| 3 | 12 октября 1994 | Люксембург | 2:0  | —    | Отборочные матчи ЧЕ-1996 |
| 4 | 16 ноября 1994  | Норвегия   | 0:4  | —    | Отборочные матчи ЧЕ-1996 |
| 5 | 26 апреля 1995  | Мальта     | 1:1  | —    | Отборочные матчи ЧЕ-1996 |
| 6 | 7 июня 1995     | Нидерланды | 1:0  | —    | Отборочные матчи ЧЕ-1996 |
| 7 | 5 января 1997   | Египет     | 0:2  | —    | Товарищеский матч        |
| 8 | 30 апреля 1997  | Латвия     | 0:2  | —    | Отборочные матчи ЧМ-1998 |

Итого: сыграно матчей: 8 / забито голов: 0; победы: 2, ничьи: 2, поражения: 4.

## Достижения
«Динамо» Минск
- Чемпион Беларуси: 1992
- Обладатель Кубка Беларуси: 1992

 «Славия-Мозырь»
- Серебряный призёр чемпионата Беларуси: 1999

 ЦСКА Москва
- Серебряный призёр Кубка России: 1992/1993, 1993/1994